# Camille-Gabrielle Drunzer
Camille-Gabrielle Drunzer, née le 30 juin 1873 à Paris, et morte le 28 mars 1915, est une actrice de théâtre française.

## Biographie
Élève de Got au conservatoire, elle obtient un 2e accessit en comédie au Conservatoire d'art dramatique en 1892.
Elle débute au Vaudeville en 1893, puis enchaine au Gymnase, et à la Porte-Saint-Martin.
À partir de 1910, sa santé périclite et l'oblige progressivement à l'immobilité. Elle quitte Paris, ne recevant que quelques visites parmi lesquelles Mlle Rose Syma (Isabelle Chambon).
Elle meurt le dimanche 28 mars 1915 dans sa 42e année.